# Procesul de formare a grăunților metalografici
Metalul lichefiat se află în continuă deplasare și ia forma vasului (creuzet) în care se află. Odată cu scăderea temperaturii noi știm că metalele se solidifică și iau forma piesei. Undeva în creuzet se depune o impuritate care s-a solidificat prima. Metalul din jur se apropie de temperatura de suprarăcire (solidificare) și, în teorie, are nevoie de un loc unde să înceapă solidificarea. Când s-au depus mai multe rânduri de metal în jurul acelei impurități se spune că s-a format un grăunte.

## Temperatura
Se știe că metalele și substanțele pure au o temperatură fixă de solidificare, spre deosebire de amestecurile amorfe (aliaje) care au un interval de temperaturi pe care are loc procesul de solidificare. În teorie acesta este procesul de formare al grăunților.